# Fursjö
Fursjö är en sjö i Åmåls kommun i Dalsland och ingår i Göta älvs huvudavrinningsområde. Sjön har en area på 0,405 kvadratkilometer och ligger 123,4 meter över havet. Sjön avvattnas av vattendraget Forsnäsån (Vitlandaån).

## Delavrinningsområde
Fursjö ingår i det delavrinningsområde (655097-131087) som SMHI kallar för Inloppet i Käppesjö. Medelhöjden är 152 meter över havet och ytan är 19,82 kvadratkilometer. Det finns inga avrinningsområden uppströms utan avrinningsområdet är högsta punkten. Forsnäsån (Vitlandaån) som avvattnar avrinningsområdet har biflödesordning 2, vilket innebär att vattnet flödar genom totalt 2 vattendrag innan det når havet efter 196 kilometer. Avrinningsområdet består mestadels av skog (86 procent). Avrinningsområdet har 1,03 kvadratkilometer vattenytor vilket ger det en sjöprocent på 5,2 procent.